# إعادة بناء الثدي
إعادة بناء الثدي يقصد بها إعادة هيكلة نسيج الثدي، وتجرى عادة في النساء، وتتضمن استخدام أنسجة ذاتية من المرأة نفسها أو مواد اصطناعية لبناء الثدي ليبدو طبيعياً. وغالبًا ما تشمل إعادة بناء هالة وحلمة طبيعتي المنظر. تشمل العملية استخدام غرسات أو نقل أنسجة من المريض نفسه. وغالبًا ما يتم تنفيذ الجزء الأول من العملية على الفور بعد استئصال الثدي.
وكما هو الحال مع العديد من العمليات الجراحية الأخرى فالمرضى الذين يعانون من أمراض متواكبة مع بعضها (ارتفاع ضغط الدم، والسمنة، ومرض السكري) والمدخنون مرشحون لخطر عالي. وقد يختار الجراحون التأخير لتنفيذ إعادة البناء لتقليل هذا الخطر. هناك القليل من الأدلة المتاحة من الدراسات العشوائية لصالح إعادة البناء على الفور أو تأخيره. ومعدل العدوى قد يكون أعلى في إعادة البناء الأولى (عند القيام بها في نفس وقت عملية استئصال الثدي).
المرضى الذين من المتوقع أن يتلقو العلاج الإشعاعي كجزء من علاجهم المساعد يتم عادة إدراجهم لإعادة البناء الذاتي المتأخر بسبب ارتفاع ملحوظ في معدلات المضاعفات مع تقنيات توسع زرع الأنسجة في هؤلاء المرضى. الانتظار لمدة ستة أشهر إلى السنة التالية قد يقلل من خطر حدوث مضاعفات، ولكن هذه المخاطرة سوف تكون دائما أعلى في المرضى الذين تلقوا العلاج الإشعاعي.
ويعتبر تأخر إعادة بناء الثدي أكثر تحديا من إعادة البناء على الفور. وفي كثير من الأحيان يتم استعادة منطقة سطح الجلد بالإضافة إلى حجم الثدى. في جميع حالات تأخر إعادة بناء نسيج الثدي يجب أن تكون الأنسجة مستعارة من جزء آخر من الجسم لإعادة بناء الثدي الجديد.
إعادة بناء الثدي هو إجراء كبير عادة ما يتضمن عدة عمليات. أحيانا هذه العمليات الجراحية المتابعة تمتد على مدى أسابيع أو شهور. إذا تم استخدام الزرع، يتعرض الفرد لنفس المخاطر والمضاعفات مثل أولئك الذين يستخدمونها لتكبير الثدي ولكن لديه ارتفاع معدلات انكماش الغشاء أو النسيج المحيط (شد أو تصلب الندبة حول عملية الزرع).